# Mukono (distrito)

Localização do distrito de Mukono no Uganda

Mukono é um dos distritos da região central de Uganda. A cidade de Mukono abriga o principal centro comercial e a sede do distrito.

## Lago Vitória
O Lago Vitória é o maior lago da África e o segundo maior lago de água doce do mundo. Muitos esportes aquáticos estão disponíveis lá. Locais de lazer à beira do lago também estão disponíveis. Uma parte do lago (que banha diversos países africanos) situa-se no distrito de Mukono.

## Cataratas de Sezibwa
No meio do distrito corre o rio Sezibwa, que segundo a lenda de Buganda ter sido carregado por Nakangu Tibatesa, a esposa de Nsubuga Sebwaato em Kawuna, Ngongwe, na época do profeta bíblico cristão Isaías. O rio desagua no lago Kyoga. A natureza de seu nascimento faz do rio um símbolo cultural de grande importância para a herança de Buganda.
As Cataratas de Sezibwa ficam a 2,5 km da rodovia Kampala-Jinja, a 19 km a leste da cidade de Mukono. O local também possui uma reserva florestal natural, que possui trilhas florestais e caminhos naturais para observação de aves e exploração florestal. Mais de 100 espécies de aves e alguns animais silvestres, incluindo espécies raras de macacos, podem ser encontrados neste local.
As Cataratas do Sezibwa também são um local cultural da Baganda e possuem artefatos culturais, incluindo cavernas, árvores de 100 anos e rochas especiais de profundo significado cultural para a Baganda de Buganda, no centro de Uganda. É um dos locais culturais oficiais do Reino de Buganda.